# Едвінс Шноре
Едвінс Шноре (латг. Edvīns Šnore; нар. 21 березня 1974, Саулкрасти, Латвія) — латвійський політик, політолог, кінорежисер. Депутат Сейму (з 2014 р.) від Національного об'єднання «Все для Латвії!» (Nacionālo apvienību «Visu Latvijai!»). У 2014 році висувався в Європарламент від Національного об'єднання.

## Біографія
У 1992 році він вступив до Латвійського університету на факультет політології та міжнародних відносин. З 1993 по 1994 рік навчався в Народному університеті в Норвегії. У 1998 році він отримав ступінь магістра політичних наук в галузі міжнародних відносин у Латвійському університеті. У 2013 отримав ступінь доктора історичних наук, захистивши в Латвійському університеті дисертацію на тему «Реакція Заходу на Голодомор в Україні на початку 30-х років XX століття».

## Нагороди
Став відомим після випуску документального фільму «Радянська історія» (2008 р.). За фільм був удостоєний найвищої державної нагороди Латвії — Ордена Трьох зірок і естонського Ордена Хреста землі Марії.
У квітні 2014 очолив державну Комісію з підрахунку збитку від радянської окупації.

## Заяви
У травні 2017 у своїй колонці для місцевої газети NA avīze він заявив, що «радянська окупація залишила латвійську економіку в руїнах» і піддав жорсткій критиці дії росіян в його рідній країні, які «облаяли і оббрехали Латвію, проте не поспішають покидати її», порівнявши росіян з «вошами», які засіли в шубу, після чого їх вкрай складно вигнати з неї. Зазначена публікація викликала справжню істерику у російських ЗМІ.